# Рейнбоу-Сіті (Аризона)
Рейнбоу-Сіті (англ. Rainbow City) — переписна місцевість (CDP) в США, в окрузі Навахо штату Аризона. Населення — 1001 особа (2020).

## Географія
Рейнбоу-Сіті розташований за координатами 33°52′23″ пн. ш. 109°58′35″ зх. д. / 33.87306° пн. ш. 109.97639° зх. д. (33.873032, -109.976274).  За даними Бюро перепису населення США в 2010 році переписна місцевість мала площу 5,64 км², уся площа — суходіл.

## Демографія
Згідно з переписом 2010 року, у переписній місцевості мешкало 968 осіб у 223 домогосподарствах у складі 192 родин. Густота населення становила 172 особи/км².  Було 226 помешкань (40/км²).
Расовий склад населення:
| - 98,5 % — корінних американців - 0,7 % — білих |

До двох чи більше рас належало 0,8 %. Частка іспаномовних становила 0,5 % від усіх жителів.
За віковим діапазоном населення розподілялося таким чином: 36,2 % — особи молодші 18 років, 59,8 % — особи у віці 18—64 років, 4,0 % — особи у віці 65 років та старші. Медіана віку мешканця становила 23,5 року. На 100 осіб жіночої статі у переписній місцевості припадало 90,9 чоловіків;  на 100 жінок у віці від 18 років та старших — 85,0 чоловіків також старших 18 років.
Середній дохід на одне домашнє господарство  становив 38 897 доларів США (медіана — 39 000), а середній дохід на одну сім'ю — 41 178 доларів (медіана — 41 429). За межею бідності перебувало 28,3 % осіб, у тому числі 39,9 % дітей у віці до 18 років та 13,6 % осіб у віці 65 років та старших.
Цивільне працевлаштоване населення становило 296 осіб. Основні галузі зайнятості: освіта, охорона здоров'я та соціальна допомога — 37,8 %, мистецтво, розваги та відпочинок — 24,0 %, сільське господарство, лісництво, риболовля — 10,5 %, виробництво — 7,8 %.